# 덴마크의 호수 목록
다음은 덴마크의 호수 목록이다.

## 가
- 구레호
- 글렌스트루프호

## 나
- 노르스호

## 다
- 담후스호

## 라
- 룬드 피오르

## 마
- 마둠호
- 모쇠호

## 바
- 반데트호
- 뵐링호
- 빌스테드호

## 사
- 살텐랑쇠호
- 소뢰호
- 쇠네르쇠호
- 스카네르보르쇠호
- 스틸링솔비에르호
- 스투베호
- 시옐쇠호
- 실케보르랑쇠호

## 아
- 아레쇠호
- 아레스코우호
- 에스룸호
- 오베쇠호
- 외룸호
- 율쇠호

## 타
- 탕에호
- 퇴메르뷔 피오르
- 튀스트룹쇠호
- 티쇠호

## 파
- 페링호
- 필쇠호
- 푸레쇠호
- 푸싱호
- 플라데호
- 플위네르쇠호

## 하
- 할드호
- 할케르호